# Hồng Ánh
Phạm Thị Hồng Ánh (sinh ngày 28 tháng 8 năm 1977), thường được biết đến với nghệ danh Hồng Ánh, là một nữ diễn viên người Việt Nam. Cô từng giành được nhiều giải thưởng tại các kỳ Liên hoan phim cấp quốc gia cũng như quốc tế về diễn xuất.
Hồng Ánh bắt đầu sự nghiệp của mình trong bộ phim truyền hình Người đẹp Tây Đô năm 1995. Cô là người đầu tiên và duy nhất chinh phục cả ba hạng mục diễn viên triển vọng, nữ diễn viên chính xuất sắc, nữ diễn viên phụ xuất sắc của Liên hoan phim Việt Nam. Vai diễn thành công nhất của cô là Hạnh trong bộ phim chính kịch Trăng nơi đáy giếng (2007), bộ phim cũng đã giúp cô giành được hạng mục nữ diễn viên xuất sắc nhất tại giải thưởng Cánh diều vàng, Liên hoan phim Việt Nam tại Pháp và đặc biệt là Liên hoan phim Quốc tế Dubai.

## Tiểu sử
Hồng Ánh sinh tại Trà Vinh, từng tham gia học múa. Năm 14 tuổi, cô đã được chọn múa biểu diễn trên sân khấu lớn. Sau đó, cô chuyển sang đóng phim.
Hồng Ánh lần đầu gặp Thanh Sơn vào năm 2000, và họ chính thức trở thành vợ chồng vào ngày 14/1/2009 sau 6 năm yêu nhau và 3 năm sống thử. Nguyễn Thanh Sơn được biết đến là nhà phê bình văn học và chuyên gia về lĩnh vực truyền thông.

## Sự nghiệp

### 1995-1997: Những năm đầu sự nghiệp
Năm 1995, Hồng Ánh nhận giải người đẹp duyên dáng trong cuộc thi Diễn viên Điện ảnh triển vọng do Hội Điện ảnh Thành phố Hồ Chí Minh tổ chức. Đây cũng là dấu ấn đầu tiên của cô khi bước chân vào sự nghiệp diễn xuất chuyên nghiệp. Thời gian này, cô tham gia nhiều bộ phim truyền hình như Lựa chọn, Nàng Hương nhưng nổi bật nhất phải nhắc đến vai Bạch Vân trong phim Người đẹp Tây Đô (1995), vai diễn giúp cô nhận giải thưởng Diễn viên Truyền hình Triển vọng. Năm 1997, cô tham vào tác phẩm kinh điển Những nẻo đường phù sa cùng dàn diễn viên đình đám thời bấy giờ như Thiệu Ánh Dương, Quyền Linh, Diễm My 6x, Kiều Oanh,...

### 1999-2003: Sự nghiệp thăng hoa cùng vô số giải thưởng
Năm 1999, cô làm người dẫn chương trình Tạp chí Văn Nghệ lúc 8h30 chủ nhật hàng tuần trên kênh HTV7. Và trong năm đó, vai diễn Tâm trong phim Cầu thang tối đã tạo nên bước ngoặc cho Hồng Ánh khi giúp cô mang về hai giải thưởng diễn viên triển vọng tại Liên hoan phim Việt Nam lần thứ 12 và nữ diễn viên điện ảnh - truyền hình của Giải Mai Vàng. Từ đây Hồng Ánh chính thức là cái tên được săn đón.
Cùng năm, cô tham gia bộ phim điện ảnh Đời cát, một trong những tác phẩm kinh điển nhất của Hồng Ánh. Tại Liên hoan phim châu Á - Thái Bình Dương, cô đã giành được giải thưởng tại hạng mục nữ diễn viên phụ xuất sắc nhất và đây cũng chính là giải thưởng quốc tế đầu tiên của Hồng Ánh.
Vào năm 2000, Hồng Ánh lần đầu tiên tham gia vào loạt phim Cổ tích Việt Nam, một chuỗi phim đình đám và kinh điển nhất thời bấy giờ với vai nàng Xuân Hương lém lỉnh, thông minh. Dù đạt được thành công từ sớm cũng không khiến Hồng Ánh ngủ quên trên chiến thắng của mình, cô tham gia bộ phim Thung lũng hoang vắng (2001) của đạo diễn NSND Phạm Huệ Giang, với vai diễn cô giáo Giao của mình, Hồng Ánh đã xuất sắc mang về giải thưởng nữ diễn viên xuất sắc nhất tại Liên hoan phim Việt Nam lần thứ 13.
Thừa thắng xông lên, Hồng Ánh tiếp tục tham gia bộ phim điện ảnh Người đàn bà mộng du (2003), vào vai một người quân y bị mộng du luôn nhớ về tình cũ, và với lối diễn xuất chân thật của mình, Hồng Ánh lập kỷ lục hai năm liên tiếp nhận giải thưởng nữ diễn viên xuất sắc nhất tại Liên hoan phim Việt Nam lần thứ 14. Kỷ lục này đến hiện tại chỉ có ba người làm được là NSND Trà Giang, NSND Thu Hà và cô.
Đến năm 2003, thì Hồng Ánh cũng thử sức mình ở lĩnh vực kịch nói và nhận được sự ủng hộ từ khán giả với những vở diễn tiêu biểu như Mười hai bà Mụ, Hãy yêu nhau đi, Bệnh Sĩ,...

### 2004-2008: Thành công rực rỡ ở điện ảnh và truyền hình
Từ khoảng giữa thập niên 2000, Hồng Ánh bắt đầu tập trung hơn vào địa hạt truyền hình, dấu mốc đầu tiên là khi cô hoá thân thành Kiều Nguyệt Nga trong bộ phim truyền hình đình đám Lục Vân Tiên (2004), kế đến là sự góp mặt trong chuỗi phim Cổ tích Việt Nam của hãng phim Phương Nam trong DVD số 15. Năm 2005, cô làm người dẫn chương trình cho chương trình truyền hình Mọi người cùng thắng của đài HTV7.
Năm 2006, cô hoá thân thành nữ nhà báo Thuý Bình trong phim truyền hình Nghề báo của đạo diễn NSƯT Phi Tiến Sơn, kể về cuộc sống của những nhà báo xoay quanh những sự thật và dối trá của cuộc sống, quyết không bị "mua" bởi bất cứ thứ gì. Trong năm, với vai diễn Nguyễn Thị Bích Hồng trong vở kịch Cám ơn mình đã yêu em, Hồng Ánh đã vượt qua những ứng viên khác để đem về cho mình Giải Mai Vàng ở hạng mục nữ nghệ sĩ kịch nói.
Sang năm 2007, Hồng Ánh lần đầu tiên được hợp tác với đoàn làm phim Hàn Quốc trong bộ phim Mười: Truyền thuyết về bức chân dung, vào vai một người đàn bà ghen tuông làm ra nhiều điều độc ác. Và cũng trong năm đó đánh dấu vai diễn để đời cũng như tiêu biểu nhất của Hồng Ánh, cô giáo Hạnh trong Trăng nơi đáy giếng được chuyển thể từ tiểu thuyết cùng tên của nhà văn Trần Thuỳ Mai. Vai diễn này giúp Hồng Ánh nhận được giải thưởng nữ diễn viên xuất sắc nhất tại Cánh Diều Vàng 2008 và nữ diễn viên xuất sắc nhất dòng phim Á - Phi tại Liên hoan phim Quốc tế Dubai. Đến năm 2014 thì vai diễn này còn nhận được giải thưởng Liên hoan phim Việt Nam tại Pháp.
Năm 2008, Hồng Ánh thay thế Ngọc Trinh cho vai nữ chính trong phim Mùi ngò gai (phần 3), phim truyền hình hợp tác Việt-Hàn đình đám thời bấy giờ. Mặc dù còn vấp phải phản ứng của những khán giả thì Hồng Ánh cũng đã thể hiện rất tốt nhân vật Vy không thì kém gì người đàn chị đi trước. Trong năm này, Hồng Ánh tham gia bộ phim Trái tim bé bỏng của đạo diễn NSND Nguyễn Thanh Vân, đây cũng là lần hội ngộ của cô cùng nữ diễn viên Đỗ Nguyễn Lan Hà từ sau bộ phim Đời cát (2001). Vai diễn mẹ Mai trong phim đã giúp Hồng Ánh lần nữ chinh phục Liên hoan phim Việt Nam lần thứ 16 tại hạng mục nữ diễn viên phụ xuất sắc nhất.

### 2009-2017: Lên xe hoa và thử sức ở lĩnh vực mới
Hồng Ánh lần đầu gặp Thanh Sơn vào năm 2000, sau 6 năm yêu nhau và 3 năm sống thử thì đến ngày 14 tháng 1 năm 2009, cả hai đã lên xe hoa và chính thức trở thành vợ chồng. Ngay sau khi kết hôn, vì muốn thử sức ở lĩnh vực mới nên Hồng Ánh liền bay qua Singapore để học làm đạo diễn, đây là tiền đề cho những bộ phim sau này của cô. Năm 2010, Hồng Ánh lần đầu tiên thử sức vai hài trên truyền hình trong bộ phim Kính thưa Osin.
Với những cống hiến của mình cho điện ảnh thì năm 2011, Hồng Ánh là thành viên nữ duy nhất của ban giám khảo Cánh Diều Vàng. Cô còn là giám khảo của YxineFF 2011. Năm 2013, Đường đua, bộ phim đầu tay do chính Hồng Ánh sản xuất được ra mắt đến khán giả, tạo nên rất nhiều những luồng ý kiến đa chiều từ chính giới chuyên môn và khán giả, bộ phim tuy nhận được lời khen từ giới phê bình song không tạo nên dấu ấn ở phòng vé. Lí giải cho điều này chính Hồng Ánh cũng đã thẳng thắng chia sẻ vì còn đang lưng chừng giữa tính nghệ thuật và thương mại của bộ phim.
Năm 2014, Hồng Ánh trở thành giảm khảo của Liên hoan phim Quốc tế Hà Nội lần 3 (HANIFF 3). Cùng năm, hãng phim Blue Productions do Hồng Ánh làm giám đốc phát hành độc lập có thu phí thành công, với phim tài liệu Chuyến đi cuối cùng của chị Phụng. Bộ phim phá vỡ mọi kỷ lục doanh thu trong lịch sử của phim tài liệu Việt Nam, vì trước đó chưa có phim tài liệu điện ảnh nào được phát hành thương mại. Bộ phim đoạt giải "Special Mention" tại Liên hoan Phim tài liệu Đông Nam Á Chopshots và đạt bằng khen trong hạng mục phim tài liệu tại giải Cánh diều vàng 2013.
Từ năm 2014 đến 2016, Hồng Ánh tham gia rất nhiều phim truyền hình như Cây nước mắt, Sóng gió hôn nhân, Dọc đường đen trắng, Thuỷ cơ,... mỗi vai diễn đều là những nhân vật hoàn toàn khác như để Hồng Ánh có thể thoả sức phô diễn ra khả năng nhập vai tài tình của chính mình. Năm 2015, Hồng Ánh cũng đã góp mặt vào bộ phim điện ảnh Em là bà nội của anh, bộ phim có doanh thu cao nhất lịch sử Việt Nam lúc đó. Đồng thời trong năm, Hồng Ánh tham gia nhiều chiến dịch vận động cải thiện các vấn đề về môi trường và bảo vệ động vật quý hiếm. Cô là một trong 4 đại sứ thiện chí của chương trình Operation Game Change và là thành viên ban giám khảo tại Liên hoan phim ngắn WildFest.
Năm 2017, Hồng Ánh đạo diễn phim đầu tay Đảo của dân ngụ cư, được chuyển thể từ truyện ngắn của nhà văn Đỗ Phước Tiến, biên kịch Nguyễn Quang Lập. Đây là dự án điện ảnh cô đã ấp ủ hơn 10 năm trời. Phim nhận được rất nhiều đề cử và giải thưởng tại các liên hoan phim quốc tế uy tín trong khu vực và thế giới.

### 2018-nay: Trở lại với điện ảnh và truyền hình
Năm 2018, cô làm giám khảo ở Liên hoan phim ngắn Film and Youth lần 2 do Truyền hình FPT cùng câu lạc bộ Sân khấu Điện ảnh trường Đại học Khoa học xã hội và nhân văn tổ chức. Ban Giám khảo còn có Đinh Tiến Dũng, đạo diễn Phan Gia Nhật Linh, Phan Đăng Di. Cùng năm cũng là lần trở lại đầu tiên trong bộ phim của đạo diễn Nguyễn Quang Dũng, Tháng năm rực rỡ, một bộ phim được làm lại từ kịch bản của Hàn Quốc đã vô cùng thành công. Năm 2019, Hồng Ánh góp mặt với một vai phụ nhưng đầy chiều sâu trong bộ phim điện ảnh đam mỹ, Thưa mẹ con đi, dù không khả quan ở phòng vé nhưng bộ phim nhận được nhiều khen ngợi từ các nhà phê bình trong và ngoài nước. Hồng Ánh cũng được vinh danh trong danh sách The Women's Summit 2019 của Forbes.
Năm 2020, Hồng Ánh đảm nhận vai diễn người vợ quyến rũ như ẩn chứa bí mật trong Tiệc trăng máu, bộ phim được làm lại từ Hàn Quốc với doanh thu cao nhất Việt Nam năm 2020. Cô còn là giám khảo cho cuộc thi Top Class và Gương mặt thân quen mùa 8. Sang năm 2021, Hồng Ánh gây ấn tượng mạnh với khán giả với vai diễn nhiều nước mắt nhất trong sự nghiệp của cô, Hạnh trong Cây táo nở hoa, là một tác phẩm được làm lại từ Hàn Quốc của biên kịch Võ Thạch Thảo. Cô còn làm giám khảo cho Cuộc thi phim ngắn Đà Nẵng.
Năm 2022, Hồng Ánh hội ngộ Anh Thư và Bình Minh sau 15 năm trong bộ phim điện ảnh Mười: Lời nguyền trở lại, bộ phim còn có sự góp mặt của Rima Thanh Vy và Chi Pu. Đây là cái kết để giải quyết những ân oán của cả Mười và Hồng trong phần phim trước. Nhưng chưa dừng lại ở đó, Hồng Anh và Anh Thư tiếp tục kết hợp cùng nhau trong bộ phim truyền hình Hoa vương, với vai diễn mẹ kế và con dâu đối đầu vô cùng gay gắt. Năm 2022, cô đã tham gia và trở thành một trong những đại sứ truyền thông cho chiến dịch Tôi đồng ý ủng hộ hôn nhân đồng giới tại Việt Nam.
Năm 2023, Hồng Ánh trở thành giám khảo của Liên hoan phim Quốc tế ASEAN cùng với những diễn viên tên tuổi từ nước ngoài. Tháng 9 năm 2023, Hồng Ánh làm khách mời trong video âm nhạc "Đại minh tinh" của ca sĩ Văn Mai Hương cùng Hồng Đào, Kaity Nguyễn. Đến tháng 10 cùng năm, Ánh xuất hiện trong bộ phim Đất rừng phương Nam đình đám được chuyển thể từ tiểu thuyết cùng tên của nhà văn Đoàn Giỏi, cô hóa thân vào vai mẹ của An.
Năm 2024, Hồng Ánh trở thành 1 trong 14 đại sứ truyền thông của Liên hoan phim Quốc tế Thành phố Hồ Chí Minh.

## Ứng cử Đại biểu Quốc hội
Hồng Ánh có tên trong danh sách 63 người ứng cử đại biểu Quốc hội khóa XIII do hội Điện ảnh giới thiệu tại Hội nghị Hiệp thương lần 2 ngày 21 tháng 3 năm 2011 do Ủy ban Mặt trận Tổ quốc Việt Nam thành phố Hồ Chí Minh thỏa thuận.
Theo VietNamNet, diễn viên Hồng Ánh được Hội liên hiệp các Hội Văn học Nghệ thuật Thành phố Hồ Chí Minh đề nghị ứng cử đại biểu Quốc hội.

## Sự nghiệp diễn xuất

### Phim điện ảnh
| Năm  | Tác phẩm                             | Vai diễn    |
| ---- | ------------------------------------ | ----------- |
| 1997 | Hải Nguyệt                           | Hải Nguyệt  |
| 1997 | Trăng không mùa                      | Soria       |
| 1999 | Chung cư                             | Minh Ly     |
| 1999 | Đời cát                              | Tâm         |
| 2001 | Thung lũng hoang vắng                | Giao        |
| 2003 | Người đàn bà mộng du                 | Quỳ         |
| 2007 | Mười: Truyền thuyết về bức chân dung | Hồng        |
| 2007 | Trăng nơi đáy giếng                  | Hạnh        |
| 2008 | Trái tim bé bỏng                     | Cháy        |
| 2011 | Tâm hồn mẹ                           | Lan         |
| 2015 | Em là bà nội của anh                 | Bà Vy       |
| 2018 | Tháng năm rực rỡ                     | Hiểu Phương |
| 2019 | Thưa mẹ con đi                       | Út Hồng     |
| 2020 | Tiệc trăng máu                       | Nguyệt Ánh  |
| 2022 | Mười: Lời nguyền trở lại             | Hồng        |
| 2023 | Đất rừng Phương Nam                  | Mẹ An       |
| 2024 | Mùa hè đẹp nhất                      | Thảo Nguyên |

### Phim truyền hình
| Năm  | Tựa Phim                                 | Vai Diễn        |
| ---- | ---------------------------------------- | --------------- |
| 1996 | Lựa chọn                                 | Y tá Mai        |
| 1996 | Người đẹp Tây Đô                         | Bạch Vân        |
| 1996 | Nàng Hương                               | Tươi            |
| 1997 | Những nẻo đường phù sa                   | Mai             |
| 1999 | Cầu thang tối                            | Tâm             |
| 1999 | Tóc ngắn                                 | Lương           |
| 2000 | Cổ tích Việt Nam 11: Gái ngoan dạy chồng | Người vợ        |
| 2002 | Chuyện tình biển xa                      | Thu Phương      |
| 2002 | Phố Hoài                                 | (phó đạo diễn)  |
| 2004 | Lục Vân Tiên                             | Kiều Nguyệt Nga |
| 2004 | Cổ tích Việt Nam 15: Nàng Xuân Hương     | Xuân Hương      |
| 2006 | Nghề báo                                 | Thuý Bình       |
| 2008 | Kính vạn hoa (phần 3)                    | Cô giáo Trinh   |
| 2008 | Mùi ngò gai (phần 3)                     | Vy              |
| 2009 | Dậy sóng thiên thần                      | Nga             |
| 2010 | Kính thưa Osin                           | Ngự Bình        |
| 2012 | Ngọc Viễn Đông                           | Thiet Tranh     |
| 2014 | Sóng gió hôn nhân                        | Ngọc Lan        |
| 2015 | Dọc đường đen trắng                      | Ánh             |
| 2016 | Thủy cơ                                  | Lê Trang        |
| 2016 | Mở khoá con tim                          | Út Chi          |
| 2020 | Cây nước mắt                             | Chị 50          |
| 2021 | Cây táo nở hoa                           | Hạnh            |
| 2023 | Hoa vương                                | Trà My          |
| 2024 | Ước mình cùng bay                        | Bà Nguyệt       |
| 2024 | Hạnh phúc bị đánh cắp                    | Thúy Hạnh       |

### Sản xuất và Đạo diễn
| Năm  | Tựa Phim                          | Sản Xuất | Đạo Diễn |
| ---- | --------------------------------- | -------- | -------- |
| 2013 | Đường đua                         | Có       | Không    |
| 2014 | Chuyến đi cuối cùng của chị Phụng | Có       | Không    |
| 2017 | Đảo của dân ngụ cư                | Có       | Có       |
| 2018 | Đi tìm Phong                      | Có       | Không    |

### Phim ngắn
| Năm  | Tựa Phim                  | Vai Diễn |
| ---- | ------------------------- | -------- |
| 2011 | Ngày Chủ nhật bình thường | Người mẹ |
| 2020 | MẸ                        | Người mẹ |
| 2020 | Nỗi buồn Tuấn Tú          | Chị hai  |
| 2024 | Mắt nhắm mắt mở           | Người mẹ |

### Kịch thiếu nhi
| Năm               | Vở Diễn                                                                 | Vai Diễn             |
| Ngày Xửa Ngày Xưa | Ngày Xửa Ngày Xưa                                                       | Ngày Xửa Ngày Xưa    |
| ----------------- | ----------------------------------------------------------------------- | -------------------- |
| 2004              | NXNX 7: Nàng tiên cá                                                    | Phù thủy bạch tuộc   |
| 2004              | NXNX 8: Công chúa Chích Choè                                            | Công chúa Chích Choè |
| 2005              | NXNX 10: Huyền thoại nữ thần Lee Kim Chi                                | Nữ thần mặt trời     |
| 2006              | NXNX 12: Nàng Bạch Tuyết lạc bảy chú lùn                                | Tấm                  |
| 2006              | NXNX 13: Na Tra đại náo thủy cung                                       | Quy thừa tướng       |
| 2007              | NXNX 15: Hoàng tử Ai Cập                                                | Công chúa Ai Cập     |
| 2008              | NXNX 16: Chuyện thần tiên xứ Phù Tang                                   | Hoàng hậu            |
| Kịch Khác         |                                                                         |                      |
| 2004              | Những bài học đáng nhớ: Ngày đầu tiên đi học                            | Bà Bottini           |
| 2004              | Những bài học đáng nhớ: Những người sống quanh tôi                      | Bà Bottini           |
| 2024              | CTT 5: Cuộc phiêu lưu của cậu bé búp bê                                 | Kiến vương           |
| 2024              | NXNX 35: Cuộc phiêu lưu của thuyền trưởng Sinbad - Huyền thoại mắt thần | Nữ thần khổng lồ     |

### Video âm nhạc
| Năm  | MV                    | Thể Hiện               |
| ---- | --------------------- | ---------------------- |
| 1994 | Thất tình             | Minh Thuận và Nhật Hào |
| 2008 | Bến xuân              | Cao Minh               |
| 2010 | Năm cụm núi quê hương | Phi Nhung              |
| 2014 | Nỗi buồn xa xứ        | Thu Hiền               |
| 2023 | Đại minh tinh         | Văn Mai Hương          |

### Kịch nói
- Nhân danh công lý - Thuý Quỳnh
- Hãy yêu nhau đi - Y Nga
- Bệnh Sĩ - Cô gái quê
- Phép lạ - Diễm
- Thử yêu lần nữa - Nguyễn Thị Bích Hồng
- Thử yêu lần nữa 2: Màu của tình yêu - Nguyễn Thị Bích Hồng
- Nụ cười của biển - Thuý
- Ba người đàn ông họ Lôi - Lam
- Tình yêu không thiên đường	- Lan Hương
- Thử yêu lần nữa 3: Cám ơn mình đã yêu em - Nguyễn Thị Bích Hồng
- Những con ma nhà hát	- Ánh Hường
- Bí mật vườn Lệ Chi - Nguyễn Thị Lộ
- Phép lạ - Diễm
- Sát thủ hai mảnh - Nữ sát thủ áo đỏ
- Nửa đời ngơ ngác - Út Thu Lý
- Người trong cõi nhớ - Kim
- Hãy khóc đi em - Thắm (2011/2015)
- Hãy khóc đi em - Hạnh (2014)
- Quyền lực tình yêu - Hoàng phi Lan Hương
- Chuyện bây giờ mới kể - Sáu Liên
- Sông dài - Lượm
- Nửa đời hương phấn - Hương/The
- Mình có quen nhau hông? - Thị Lợi
- Giờ của quỷ - Thanh Xuân
- Giấc mộng vàng son - Tiên Hằng Học
- 29 anh về - Bà lão
- Tình yêu trời đánh - Nữ
- Sơn Ca - Linh Đan
- Em em chị chị - Minh Khuê
- Mình nói chuyện mình
- Tơ duyên
- Một ngày làm vua - Hoàng hậu
- Vàng ơi là vàng
- Dưới bóng giải nhân - Thúy Kiều

## Các hoạt động khác

### Chương trình truyền hình
| Năm       | Chương trình                       | Vai Trò          | Ghi Chú |
| --------- | ---------------------------------- | ---------------- | ------- |
| 1999      | Tạp chí Văn Nghệ                   | Dẫn chương trình |         |
| 1999      | Nghệ thuật trang điểm              | Dẫn chương trình |         |
| 2000      | Hoa hậu Toàn quốc Báo Tiền Phong   | Dẫn chương trình |         |
| 2003-2006 | Duyên dáng Việt Nam                | Dẫn chương trình | [ 34 ]  |
| 2005      | Mọi người cùng thắng               | Dẫn chương trình |         |
| 2008      | Cánh diều vàng 2007                | Dẫn chương trình |         |
| 2009      | Đêm cùng sao                       | Dẫn chương trình |         |
| 2011      | Liên hoan phim Việt Nam lần thứ 17 | Dẫn chương trình |         |
| 2014      | 12 con giáp                        | Khách mời        |         |
| 2015      | Chị ơi, đi Hàn Quốc                | Khách mời        |         |
| 2015      | Chuyện người nổi tiếng             | Khách mời        |         |
| 2016      | Ghế không tựa                      | Khách mời        |         |
| 2016      | Vì sao tôi theo đạo Phật           | Khách mời        |         |
| 2017      | Cánh diều vàng 2016                | Dẫn chương trình | [ 35 ]  |
| 2018      | Studio H9 - Hẹn cuối tuần          | Khách mời        |         |
| 2018      | Vai diễn để đời                    | Khách mời        |         |
| 2019      | Vang bóng một thời                 | Khách mời        |         |
| 2019      | Những phụ nữ có gu                 | Khách mời        |         |
| 2021      | 8 lạng nửa cân mùa 2               | Khách mời        |         |
| 2021      | Ký ức vui vẻ mùa 3                 | Khách mời        |         |

### Giám khảo
| Năm  | Chương Trình                            | Ghi Chú |
| ---- | --------------------------------------- | ------- |
| 2011 | Cánh diều vàng 2011                     | [ 36 ]  |
| 2011 | Liên hoan phim ngắn YxineFF 2011        | [ 14 ]  |
| 2018 | Liên hoan phim Quốc tế Hà Nội lần thứ 3 | [ 37 ]  |
| 2018 | Liên hoan phim ngắn FY lần thứ 2        | [ 38 ]  |
| 2020 | Gương mặt thân quen mùa 8               | Bán kết |
| 2021 | Cuộc thi phim ngắn Đà Nẵng              | [ 39 ]  |
| 2023 | Liên hoan phim Quốc tế ASEAN 2023       | [ 40 ]  |
| 2023 | Giải thưởng Ấn tượng VTV                | [ 41 ]  |

## Giải thưởng và thành tựu
Bài chi tiết: Danh sách giải thưởng và đề cử của Hồng Ánh